# Концевич, Людовик
Людовик Концевич (пол. Ludwik Koncewicz; 1791 — 1857) — польский писатель

 и педагог.

## Биография
Родился в 1791 году в городе Лукуве (ныне Лукувский повят, Люблинское воеводство)
Был директором гимназии в Лукуве.
Среди многочисленных трудов Концевича наиболее известны следующие: «Нравственное учение об обязанностях человека в отношении к себе самому» («Nauka moralna о powinnościach człowieka względem siebie samego», 1830), «Zagadki tudzież przypowiastki, powieści i porównania» (1842).
Людовик Концевич скончался в 1857 году.